# یواس‌اس کالگیت (ای‌کی-۱۷۴)
یواس‌اس کالگیت (ای‌کی-۱۷۴) (به انگلیسی: USS Colquitt (AK-174)) یک کشتی بود که طول آن ۳۸۸ فوت ۸ اینچ (۱۱۸٫۴۷ متر) بود. این کشتی در سال ۱۹۴۵ ساخته شد.